# Matyáš Kopecký
Matyáš Kopecký (Rotterdam, 19 januari 2003) is een in Nederland opgegroeide Tsjechische wegwielrenner en veldrijder die sinds 2022 rijdt voor Team Novo Nordisk. Zijn oudere broer Tomáš en jongere zus Julia zijn ook actief in de wielersport.

## Biografie
Matyáš Kopecký is geboren in Rotterdam, maar groeide op in de Nederlandse stad Leiden. Matyáš heeft een Tsjechische vader en een Nederlandse moeder. Hij heeft een oudere broer Tomáš en jongere zus Julia die beiden ook actief zijn in de wielersport.
Matyáš Kopecký begon op achtjarige leeftijd met veldrijden en al snel werd hij meermaals Nederlands kampioen. Op zijn vijftiende werd bij hem Diabetes type 1 vastgesteld, dit hield hem niet tegen om zijn profdroom na te jagen. In 2022 werd hij profwielrenner bij het Amerikaanse wielerteam Novo Nordisk.
Als eerstejaars junior besloot hij om uit te komen voor Tsjechië en niet voor Nederland.

## Carrière

### Nieuwelingen
Kopecký was reeds op jonge leeftijd actief in het veldrijden. Zo werd hij meermaals Nederlands kampioen in de jeugd.
Vanaf de nieuwelingen reed hij op internationaal niveau en deed dit met succes. Zo won hij gedurende zijn periode bij de nieuwelingen onder andere de Superprestige Ruddervoorde en de veldrit van Rhenen.

### Junioren
Vanaf de junioren lag de focus meer op het wegwielrennen. Hij werd in 2021 Tsjechisch kampioen op de weg en werd 2e in de tijdrit bij de junioren. In de tijdrit strandde hij op 3 seconden van de winnaar. Verder won Kopecký dat seizoen het eindklassement van de Tsjechische rittenkoers Orlicka Lanskroun en eindigde hij elfde in de Tour du Valromey, dertiende in Aubel-Thimister-Stavelot en zestiende in de Course de la Paix juniors.
In het najaar vertegenwoordigde hij Tsjechië op het Europees kampioenschap wielrennen. Kort daarna stond hij ook aan de start van het Wereldkampioenschap wielrennen. In de wegrit eindigde hij als achttiende en in de tijdrit als tweeëndertigste.
Na dit seizoen tekende hij een profcontract bij Team Novo Nordisk en sloeg hij dus de beloftencategorie over.

### Elite

#### 2022
In zijn eerste jaar als profwielrenner bij Team Novo Nordisk behaalde Matyáš al direct goede resultaten.
Zo werd hij derde in de 2e rit van de Ronde van Rhodos die in een spurt eindigde.
Verder in het seizoen werd hij nog 2e in de proloog van de Ronde van Bulgarije en 7e in de openingsproloog van de Sibiu Cycling Tour. Zijn debuut in de UCI World Tour maakte hij op 30 juli 2022 tijdens de Ronde van Polen. Kopecký was met zijn 19 jaar de jongste renner aan de start van deze etappekoers.
Ter voorbereiding op het nieuwe wegseizoen deed hij mee aan enkele veldritten. Op het Tsjechisch kampioenschap veldrijden werd hij 2e na Michael Boroš.

#### 2023
In 2023 begon Matyáš Kopecký al sterk aan het seizoen. Kopecký werd 16e in de Ronde van Drenthe en in de Scheldeprijs spurtte hij naar een 12e plaats.

## Erelijst

### Wegwielrennen
2021
 Tsjechisch kampioen op de weg, junioren
 Tsjechisch kampioenschap tijdrijden, junioren
 Eindklassement Orlicka Lanskroun Juniors
2025
Jongerenklassement Région Pays de la Loire Tour
Jongerenklassement Ronde van Estland
Jongerenklassement Kreiz Breizh Elites

### Veldrijden
2023
 Tsjechisch kampioenschap veldrijden, junioren

## Ploegen
- 2022 –  Team Novo Nordisk
- 2023 –  Team Novo Nordisk
- 2024 –  Team Novo Nordisk
- 2025 –  Team Novo Nordisk

Beadle · Benhamouda · Brand · Ceurens · Clancy · Dauge · de Keijzer · Dunnewind · Henttala · Irvine · Kopecký · Kusztor · Lozano · Peron · Phippen · Planet · Poli · Ridolfo
Beadle · Brand · Ceurens (tot 24/5) · Clancy · Dauge · De Graeve (vanaf 7/6) · de Keijzer · Dunnewind · Henttala · Irvine · Kopecký · Kusztor · Lozano · Peron · Phippen · Planet · Poli · Ridolfo · Saidov
Beadle · Brand · Clancy · Dauge · De Graeve · de Keijzer · Dunnewind · Irvine · Kopecký · Kusztor · Lozano · Percrule · Peron · Perracchione · Phippen · Planet · Polga · Poli · Ridolfo · Smith